# Asamblea Constituyente de Italia
La Asamblea Constituyente de Italia (en italiano: Assemblea Costituente della Repubblica Italiana) fue una cámara parlamentaria que existió en Italia desde el 25 de junio de 1946 hasta el 31 de enero de 1948. Tenía la tarea de redactar una constitución para la República italiana, que había reemplazado al Reino de Italia después de la guerra civil italiana.

## Historia
El 2 de junio de 1946 se celebraron elecciones en Italia, la primera desde 1924. Se permitió votar a todos los hombres y (por primera vez) a las mujeres mayores de 21 años. Los votantes recibieron una boleta para la elección entre República o Monarquía, y una para la elección de los diputados de la nueva Asamblea Constituyente; este último tendría la tarea de escribir un nuevo cuadro constitucional, según lo establecido por un decreto del 16 de marzo de 1946. 
El referéndum fue ganado por una mudanza a una República con unos 12.7 millones de votos, contra 10.7 millones a favor de continuar siendo una monarquía. Humberto II, el último rey del país, salió de Italia el 13 de junio de 1946. El 18 de junio de 1946, el Corte di Cassazione proclamó oficialmente la victoria de la República. 
La elección de la Asamblea Constituyente se basó en un sistema proporcional, basado en 32 regiones electorales. Debían elegirse 573 diputados, aunque las elecciones no podían celebrarse en Tirol del Sur, Trieste, Gorizia, Pola, Fiume y Zara, que estaban entonces bajo control militar aliado o yugoslavo. Así, 556 diputados resultaron elegidos. 
El 25 de junio de 1946 se estableció la asamblea, con Giuseppe Saragat (futuro presidente de la República) como presidente. Su primer acto, el 28 de junio, fue la elección de Enrico De Nicola como presidente provisional de la República Italiana. De 504 votantes, De Nicola (miembro del Partido Liberal Italiano) obtuvo 396 votos, seguido de Cipriano Facchinetti (Partido Republicano Italiano) con 40, Ottavia Penna Buscemi (Frente del Hombre Común) con 32, Vittorio Emanuele Orlando (izquierda) con 12, Carlo Sforza (PRI) con 2, Alcide De Gasperi y Alfredo Proja (ambos de Democracia Cristiana, o DC) con 2. Además de la creación de la nueva constitución, se confió a la asamblea la aprobación de los gobiernos y de sus presupuestos, y la ratificación de los tratados internacionales. La función legislativa se asignó formalmente al gobierno, pero, en virtud de la tradición pre-fascista, este último a menudo asignó la emisión de leyes a la asamblea. 
La asamblea eligió entre sus miembros una Comisión Constitucional de 75 diputados, con la tarea de anotar el diseño general de la constitución. La Comisión se dividió además en tres subcomisiones: 
- Derechos y obligaciones de los ciudadanos, presidido por Umberto Tupini (DC)
- Organización Constitucional del Estado, presidida por Umberto Terracini (Partido Comunista Italiano)
- Relaciones económicas y sociales, presididas por Gustavo Ghidini (Partido Socialista Italiano)

Un comité más restringido (informalmente conocido como "Comité de los Dieciocho") tenía la tarea de redactar la constitución de acuerdo con el trabajo de las tres subcomisiones. La Comisión Constitucional terminó su trabajo el 12 de enero de 1947 y el 4 de marzo la asamblea inició su debate sobre el texto. El texto final de la Constitución de Italia fue aprobado el 22 de diciembre de 1947. 
La Asamblea fue disuelta el 31 de enero de 1948, reemplazada por el nuevo Parlamento italiano.

## Presidentes
| Retrato | Retrato | Nombre                        | Tiempo de presidencia | Tiempo de presidencia | Partido político            | Legislatura                   |
| ------- | ------- | ----------------------------- | --------------------- | --------------------- | --------------------------- | ----------------------------- |
|         |         | Giuseppe Saragat (1898-1988)  | 25 de junio de 1946   | 6 de febrero de 1947  | Partido Socialista Italiano | Asamblea Constituyente (1946) |
|         |         | Umberto Terracini (1895–1983) | 8 de febrero de 1947  | 31 de enero de 1948   | Partido Comunista Italiano  | Asamblea Constituyente (1946) |

## Últimos miembros vivos
Después de la muerte de Emilio Colombo el 24 de junio de 2013 a la edad de 93 años, no quedan miembros sobrevivientes de la Asamblea Constituyente. 
Teresa Mattei, la última mujer sobreviviente de la Asamblea Constituyente, murió el 12 de marzo de 2013 a la edad de 92 años. 
- Datos: Q1053185
- Multimedia: Constituent Assembly of Italy / Q1053185